# 元台子满族乡
元台子满族乡是中华人民共和国辽宁省葫芦岛市兴城市下辖的一个民族乡。

## 行政区划
元台子满族乡下辖以下村级行政区划单位：
药王庙村、四方村、英昌村、灰山村、五家子村、田家屯村、元台子村、姜女村和八里村。